# Siechnicka Komunikacja Publiczna
Stosowana od 1 marca 2019 roku marka dla publicznego transportu zbiorowego, którego organizatorem jest gmina Siechnice w województwie dolnośląskim.

## Historia
Przed 2006 rokiem do gminy Siechnice dojeżdżały autobusy linii podmiejskiej 610 wrocławskiej komunikacji miejskiej. Ponadto do Siechnic dojeżdżały autobusy komercyjnej linii 501 obsługiwanej przez Dolnośląskie Linie Autobusowe. 
Od stycznia 2006 roku do 28 lutego 2019 roku komunikację publiczną na terenie gminy organizowała w ramach porozumienia gmina Wrocław. W pierwszym przetargu na obsługę linii zwyciężyło przedsiębiorstwo PKS POLBUS. 
We wrześniu 2012 roku obsługę linii przejęły w drodze wygranego przetargu Dolnośląskie Linie Autobusowe w konsorcjum z firmą Sevibus Wrocław. Kontrakt trwał do końca lutego 2019 roku. W dniu likwidacji linii strefowych istniało pięć linii autobusowych: 900L, 900P, 901, 910 i 920. 
1 marca 2019 gmina Siechnice uruchomiła 7 linii autobusowych łączących miejscowości gminy z miastem Wrocław: 800, 810, 820, 830, 840, 850, 860, którymi zastąpiono linie organizowane przez Wrocław. 2 września 2019 roku uruchomiono dodatkowo linię 870. Operatorem systemu pozostały Dolnośląskie Linie Autobusowe, wybrane po nieudanym rozstrzygnięciu przetargu w drodze negocjacji.
20 sierpnia 2020 roku gmina Siechnice przystąpiła do związku powiatowo-gminnego „Oławskie Przewozy Gminno-Powiatowe”. W konsekwencji, z dniem 1 września zlikwidowano linie 830, 840 i 850 i zmieniono trasy linii 860 i 870. Jednocześnie utworzono linie wewnątrzgminne tj. 83, 84 i 85, których obsługę przekazano operatorowi związku powiatowo-gminnego, w momencie zmiany było nim przedsiębiorstwo PKS Oława. Operatorem na liniach do Wrocławia pozostały Dolnośląskie Linie Autobusowe.

## Linie
Według stanu na 1 października 2023 r. funkcjonowały następujące linie autobusowe:
- 83 Święta Katarzyna - Siechnice - Kotowice
- 84 Siechnice - Ziębice - Siechnice
- 85 Siechnice - Święta Katarzyna - Siechnice
- 800/80 Wrocław Galeria Dominikańska – Żerniki Wrocławskie – Siechnice – Wrocław Galeria Dominikańska
- 810/81 Wrocław Galeria Dominikańska – Siechnice – Żerniki Wrocławskie – Wrocław Galeria Dominikańska
- 820/82 Wrocław Galeria Dominikańska – Siechnice
- 860 Wrocław Brochów – Żerniki Wrocławskie
- 870 Wrocław Tarnogaj – Święta Katarzyna
- 890/89 Siechnice – Trestno – Wrocław ul. Mazowiecka